# Eupterote nilgirica
Eupterote nilgirica är en fjärilsart som beskrevs av Moore 1879. Eupterote nilgirica ingår i släktet Eupterote och familjen Eupterotidae. Inga underarter finns listade i Catalogue of Life.